# 薩利 (服務犬)
薩利（英語：Sully，2016年7月14日—），是一隻黃色的拉布拉多服務犬。因成為美國第41任總統老布什的服務犬而出名。2019年2月，在老布什去世不久後，薩利被轉派到美國馬里蘭州華特里德國家軍事醫學中心，照顧殘障退伍軍人。在乔治·H·W·布什总统图书馆暨博物馆裡放有薩利的銅像。

## 早年生活和訓練
薩利出生於2016年，母親叫做羅克珊。薩利從小就在非營利組織美國服務犬協會裡接受訓練，它可以執行約兩頁紙長的指令，包括開門、撿東西、接電話，以及在緊急情況下尋求協助。根據美國服務犬協會的說法，薩利名字來自於美國的英雄機長切斯利·「萨利」·萨伦伯格三世。
2018年6月，在老布什總統結褵73年的妻子芭芭拉·布希過世的兩個月後，美國馬里蘭州的華特里德國家軍事醫學中心安排二歲大的薩利來陪伴及協助因罹患巴金森氏症而雙腿不良於行的老布什總統。
加入了老布什一家之後，薩利就有了自己的Instagram帳號，並因為Instagram帳號上發佈的牠與老布什總統一家的生活照而受到了大眾關注。
薩利一直陪伴在老布什總統的身邊，直到老布什總統去世。

## 老布什總統去世
老布什總統於2018年11月30日去世後，薩利陪同老布什總統的遺體前往美國華盛頓特區舉行國葬。布什家族發言人麥格拉斯在推特上發布一張薩利躺在老布什總統靈柩旁的照片，並為照片配上標題「任務完成」。此照片在兩天內就獲得了超過23萬個贊。當老布什總統遺體被安放在國會大廈圓形大廳的時候，薩利也被帶至其處。
根據當時的報導，薩利在同年的聖誕節期間返回紐約的美國服務犬協會休息，然後再被調任到馬里蘭州華特里德國家軍事醫學中心。

## 轉派服務
按照老布什總統的遺願，在2019年2月，薩利被轉派到馬里蘭州華特里德國家軍事醫學中心的服務犬服務計劃。華特里德中心為薩利舉行「迎賓儀式」，並授予牠醫院軍團二等班的獎勵。牠的教練瓦萊麗·克萊默說：「薩利的新任務是幫助在戰爭中受到身心創傷的退伍軍人，為退伍軍人在康復期間提供心理安慰，並且拜訪有重大情感創傷的退伍軍人的家庭。」
2019年2月28日，薩利在華特里德國家軍醫院舉行服役儀式，宣誓將在醫院照顧殘障退伍軍人。

## 薩利銅像
美國服務犬協會委託雕塑家蘇珊·巴哈里製作一個和薩利等身的銅像。薩利銅像於2019年12月2日在德克薩斯州農工大學的乔治·H·W·布什总统图书馆暨博物馆揭幕。

## 外部連結
- 薩利的Instagram帳戶 （页面存档备份，存于）